# Filip 1. af Seleukideriget
Filip 1. Filadelfos (? – efter 83 f.Kr.) var konge af dele af det fallerede Seleukiderige.
Han var søn af kong Antiochos 8. af Seleukideriget|Antiochos 8. Grypos og tog sammen med sin tvillingebror Antiochos 11. Epifanes kongetitel og diadem ved den ældre broder Seleukos 6. Epifanes' død i 95 f.Kr.
I tiden efter 92 f.Kr. lykkedes det Filip 1. at etablere sig selv i Antiochia og omegn, men ham kom også i krig med sin broder Demetrios 3. Eukairos, der havde sin magtbase i syd omkring Damaskus. Da hans broder angreb Antiochia, blev denne dog taget tilfange af kong Mithridates 2. af Partherriget.
Filip var i stand til at holde sig ved magten frem til ca. 83 f.Kr., hvor kong Tigranes den Store af Armenien indtog det kaotiske Syrien. Filip efterlod sig sønnen Filip 2.